# Journal amusant
Le Journal amusant est une publication hebdomadaire française lancée par Charles Philipon le 5 janvier 1856 en 8 pages grand-in-folio et disparue en décembre 1933, soit après 86 années de publication. Le Petit Journal pour rire, fondé en même temps, en était la version populaire.

## Historique du journal
Il est le nouveau nom du Journal pour rire créé en 1848, il gardera d'ailleurs ce nom en sur-titre jusqu'en 1862.

### Les années Charles
Charles Philipon trouvait le titre original trop difficile à assumer et trop restrictif, il déclarait :

« Lorsqu'en 1848 j'ai fondé cette petite feuille (...) un journal pour de rire (...) je crus expliquer clairement cette pensée en donnant à ma feuille le titre de « Journal pour rire ». Le public prit le titre à la lettre, et voulut un journal qui le fît constamment rire. (...) Le titre de « Journal pour rire » est lourd à porter dans bien des circonstances. Supposez un deuil général (...). On peut toujours distraire, amuser ; faire rire est souvent impossible. (...) Afin de plaisanter librement sans avoir l'air de vous dire : Écoutez, nous allons vous faire rire, afin d'élargir le cercle de nos dessins et de nos artistes, nous prenons, à partir de 1856, le titre de Journal amusant. »

Le sous-titre original est Journal Illustré suivi de Journal d'images, journal comique, critique, satirique, etc.
Le journal est composé aux trois quarts d'illustration autour de la satire sociale puis de la comédie de mœurs avec une place grandissante donnée au théâtre et à la mode.
Dans les années 1860, le rédacteur en chef est Nadar. Marcelin y collabore sans réussir à se créer une situation jusqu’en 1862, date à laquelle il part fonder la Vie parisienne.
Nadar et Philipon lancent un supplément en janvier 1861, le Musée français : galerie de portraits dessinés et gravés d'après les meilleures photographies, comportant des tirages sur papier albuminé originaux collés hors-textes ; le supplément s'arrête l'année suivante.

### Les années Eugène
Fin mars 1862, deux mois après la mort de son créateur en janvier, le journal quitte les éditions Aubert & Cie du 20 rue Bergère à Paris pour s’installer au 16 rue du Croissant sous la direction de Louis Huart. À cette occasion, il perd son sur-titre (et ancien nom) de Journal pour rire.
En 1865, Eugène Philipon, fils du créateur devient directeur du journal, Louis Huart est alors rédacteur en chef, il meurt à la fin de l'année et Pierre Véron, spécialisé dans le théâtre, lui succède.
Quelques mois plus tard, le journal revient au 20 rue Bergère.
Fin janvier 1874, Eugène Philipon succombe une longue maladie.

### Les années Paul
En 1891, le journal se situe au 22 rue de Châteaudun, son rédacteur en chef est toujours Pierre Véron, avec un directeur provisoire remplacé en août 1894 par Paul Philipon (fils ou petit-fils d'Eugène ?).

Fin novembre 1895, le journal déménage au 102 rue de Richelieu.

#### Nouvelle série
Le samedi 24 juin 1899 paraît le dernier numéro (n°2234, 52e année) de la formule d'origine. La semaine suivante paraît une nouvelle formule, format réduit mais double de pages (16 au lieu de 8), première page en couleur, qui reprend à 1 (nouvelle série) la numérotation, le titre introduit l'article « Le » et le sous-titre historique disparaît, remplacé par Journal humoristique, et

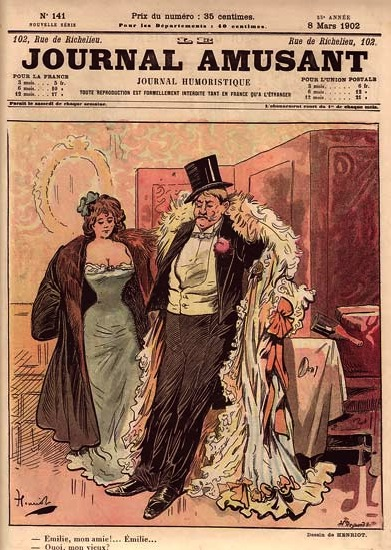
Une en couleur du 8 mars 1902 illustrée par Henriot.

C'est aussi à cette occasion que Pierre Véron passa la main après 35 ans comme rédacteur en chef (du Journal amusant et du Charivari), il mourra l'année suivante, au début novembre 1900.
En décembre 1904, le journal emménage au 3 rue Rossini.
Le 1er août 1914, paraît (sans prévenir) le 788e et dernier numéro de cette série, la Première Guerre mondiale suspendant durant 5 ans sa parution.

### L'après guerre
C'est le 10 mai 1919 que reparaît le Journal amusant avec le numéro 1 de la nouvelle série. Le gérant, qui n'est plus Paul Philipon (mort ?) mais Ed. Le Séguillon, s'explique alors :

« le Journal Amusant a dû interrompre sa publication en raison de la mobilisation de la presque totalité de ses collaborateurs (...) il se transforme complètement, par l'adjonction de nouvelles pages en couleurs, par la création de nouvelles rubriques, par une large extension du texte (...) Le Journal Amusant est le plus ancien des journaux humoristiques français (...) les abonnements en cours au 1er août 1914 seront servis au prorata du temps restant à courir à cette date. »

En novembre 1919, il perd son sous-titre, et le nouveau gérant est Jean Pascal.
En 1928, il retrouve un sous-titre : Journal illustré hebdomadaire.
En janvier 1930, son gérant est Raymond Coley.

### Amusant & Gai: la fin
Le 17 février 1931, il absorbe le Gai Paris, créé un an auparavant, et change son titre en Le journal amusant et Gai Paris réunis, il commence une nouvelle série de numéros et paraît le mardi au lieu du samedi. Il porte différents sous-titres dont Humoristique hebdomadaire fondé en 1847.
Son siège est désormais au 23 rue des Mathurins.
Le dernier numéro dans les archives de la BNF est le 50 (une nouvelle série ayant démarré en janvier) du mardi 12 décembre 1933, le gérant est M. Rouard.
La coupure de cinq ans durant la guerre, la fin de la direction par la famille Philipon, le glissement lent du satirique engagé vers l'humoristique anodin et sans doute l'arrivée de journaux remplis de photographies ont eu raison du plus vieux journal humoristique de France qui aura tenu presque un siècle et connu son apogée à la fin du XIXe siècle.

## Le Petit Journal pour rire
Le Petit Journal pour rire est un hebdomadaire paraissant le samedi, lancé le 23 février 1856 : il reprend la plupart des dessins du Journal amusant et la direction est assurée par Nadar, nommé rédacteur en chef, Eugène Philipon puis Théodore Le Cerf. Une deuxième série débute en 1869. Une troisième série commence au début de l'année 1881 et comporte 600 numéros. Une quatrième est dernière série enfin, qui se termine en 1904.

## Principaux illustrateurs et graveurs
- Noël-Eugène Sotain (1856- )
- Pierre Fossey
- Georges Louis Hyon
- Charles Kreutzberger
- Louis Morel-Retz (A commencé au Journal pour rire en 1850)